# The Wolf Song
The Wolf Song is een Amerikaanse western uit 1929 onder regie van Victor Fleming. Destijds werd de film in Nederland uitgebracht onder de titel Het wolvenlied.

## Verhaal
Wanneer de pelsjager Sam Lash kennismaakt met de Mexicaanse Lola Salazar, wordt hij voor de eerste keer in zijn leven op slag verliefd. Lola's vader keurt hun relatie af en Sam schaakt zijn geliefde. Hun geluk is echter van korte duur. Sam is rusteloos en hij brengt meer tijd door met de andere jagers dan met Lola.

## Rolverdeling
| Acteur               | Personage           |
| -------------------- | ------------------- |
| Gary Cooper          | Sam Lash            |
| Lupe Vélez           | Lola Salazar        |
| Louis Wolheim        | Gullion             |
| Constantine Romanoff | Rube Thatcher       |
| Michael Vavitch      | Don Solomon Salazar |
| Ann Brody            | Duenna              |
| Russ Columbo         | Ambrosio Guiterrez  |
| Augustina López      | Louisa              |
| George Regas         | Black Wolf          |